# فراي ويلي
شركة Frey Wille GmbH & Co KG ، والتي كانت تُعرف في الأصل باسم " Michaela Frey Emailmanufaktur "، والمعروفة الآن باسم FREYWILLE ، هي شركة لتصنيع المجوهرات المينا مقرها في فيينا ، النمسا ، تأسست في عام 1951 على يد المصممة Michaela Frey. تشتهر العلامة التجارية بتصميماتها المزخرفة يدويًا والمستوحاة من أعمال فنانين القرنين التاسع عشر والعشرين، وإنتاج أفضل مجوهرات المينا النارية في العالم.

## تاريخ
تم إنشاء أسلوب ميكايلا فراي الأصلي في زخرفة المينا وتقنيات المينا النارية في الستينيات من قبل المصممة الفيينية ومؤسسة الشركة ميكايلا فراي، التي قامت بتحسين تقنية المينا الدقيقة على مدى عدة عقود وأدارت ورشة عمل مخصصة لمجوهرات المينا والأشياء الفنية توفيت فراي في سبعينيات القرن العشرين، وفي تلك المرحلة تولى إدارة الشركة محاسبها، الدكتور فريدريش ويلي (دكتور في القانون)، الذي شرع في فترة من التوسع.

## العمليات الحالية
بحلول عام 2010، قامت شركة FREYWILLE بتشغيل أكثر من 200 متجرًا حول العالم. بحلول عام 2022، كان لدى الشركة 42 متجرًا صغيرًا، معظمها في أوروبا الشرقية، وقد تعاقدت مع بائعين بالتجزئة. تملك الشركة مصنعها ومكاتبها في مبنى واحد في وسط فيينا. 

## مجموعة المنتجات
جميع قطع FREYWILLE مصنوعة يدويًا في فيينا. حتى عام 2010 تقريبًا، بموجب العقد، أنتجت شركة FREYWILLE مجوهرات المينا لشركة Hermès . يتم تصميم الأوشحة الخاصة بها في فيينا وتصنيعها في إيطاليا، ويتم تصنيع ساعاتها في سويسرا وترصيعها بقطع من المينا في فيينا. وحتى عام 2014 تقريبًا، كانت شركة FREYWILLE تعرض حقائب اليد، المصنوعة أيضًا في إيطاليا، والتي يصل سعرها إلى 5000 دولار أمريكي. وتبيع الشركة أيضًا الساعات وأدوات الكتابة المصنوعة في سويسرا. بحلول عام 2022، أوقفت FREYWILLE خط إنتاجها للرجال؛ والذي كان يتكون من الساعات والخواتم والأحزمة والربطات وأدوات الكتابة.

## التصاميم

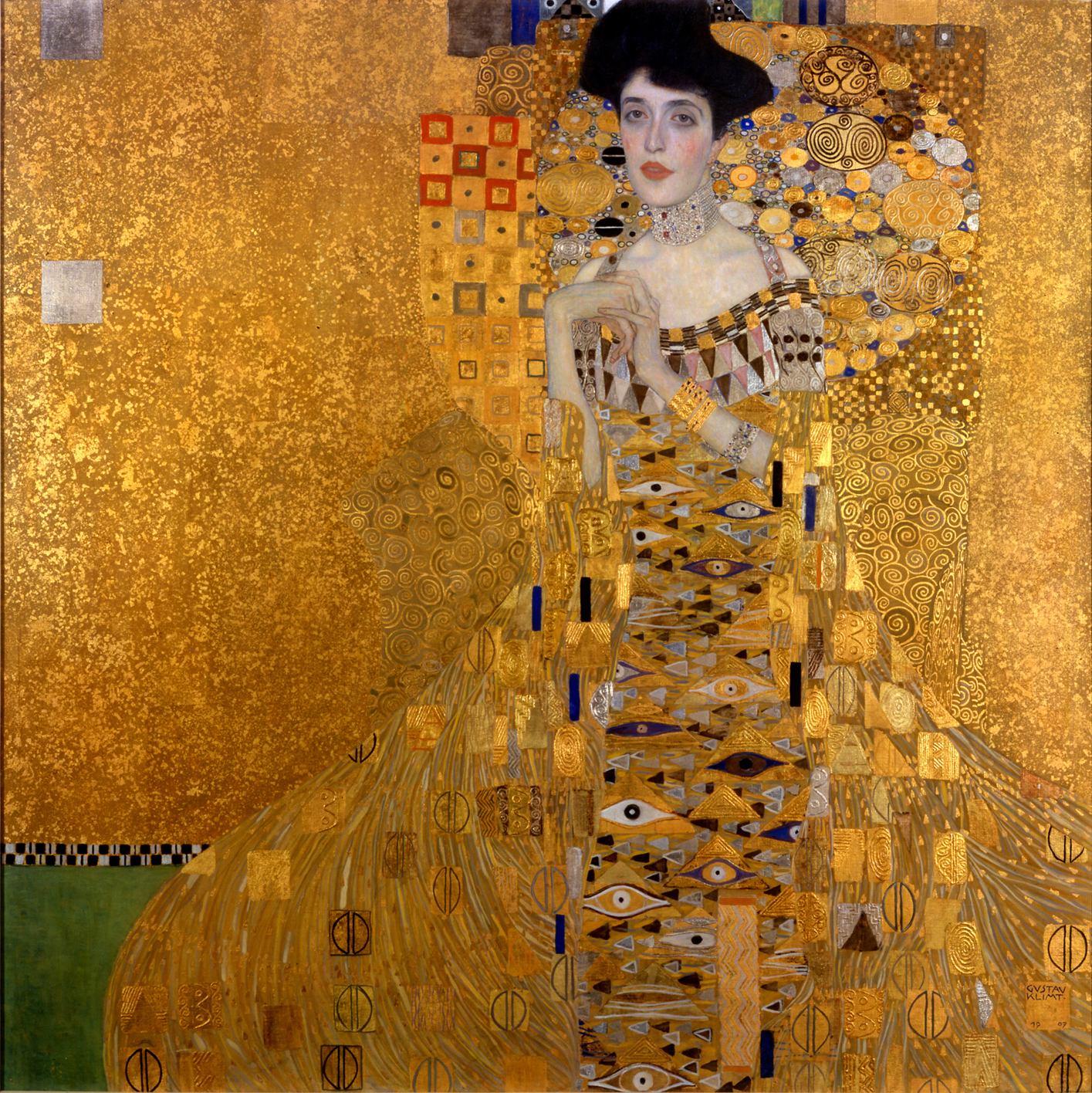
أديل بلوخ باور الأولى ، والتي بيعت بمبلغ قياسي بلغ 135 دولارًا مليون في عام 2006. معرض نيوي نيويورك.

تستخدم تصميمات FREYWILLE زخارف ملونة ومزيجًا من الذهب عيار 24 قيراطًا. يتم تصميمها إما بأفكار من فناني الشركة، مثل مجموعة " قصيدة بهجة الحياة"، أو باستخدام زخارف من الأساطير، مثل المجموعة المصرية، أو بناءً على أعمال فنانين مؤثرين.
في تسعينيات القرن العشرين، اتصلت مؤسسة مونيه في جيفرني بالشركة وطلبت منهم إنشاء مجموعة مستوحاة من مونيه. وبعد فترة وجيزة، تم إنشاء مجموعة لمتحف فيكتوريا وألبرت استنادًا إلى أعمال ويليام موريس . تم أيضًا إنشاء مجموعات بناءً على أعمال غوستاف كليمت ، وفريدنسرايش هوندرتفاسر ، وألفونس موشا ، وفينسنت فان جوخ ، وبول غوغان .